# Orly Silbersatz

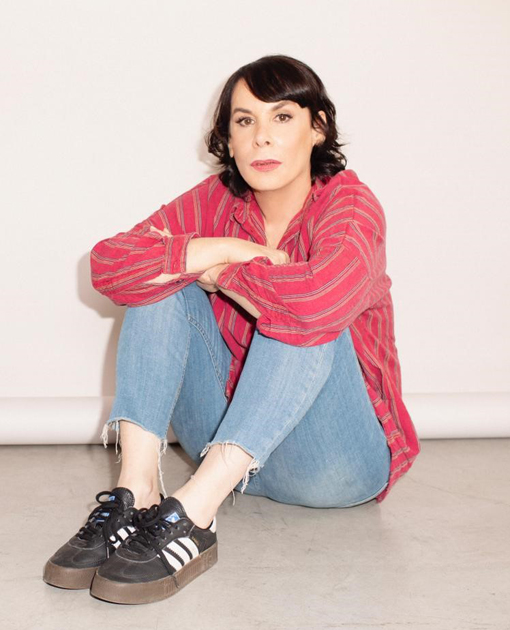
Orly Silbersatz

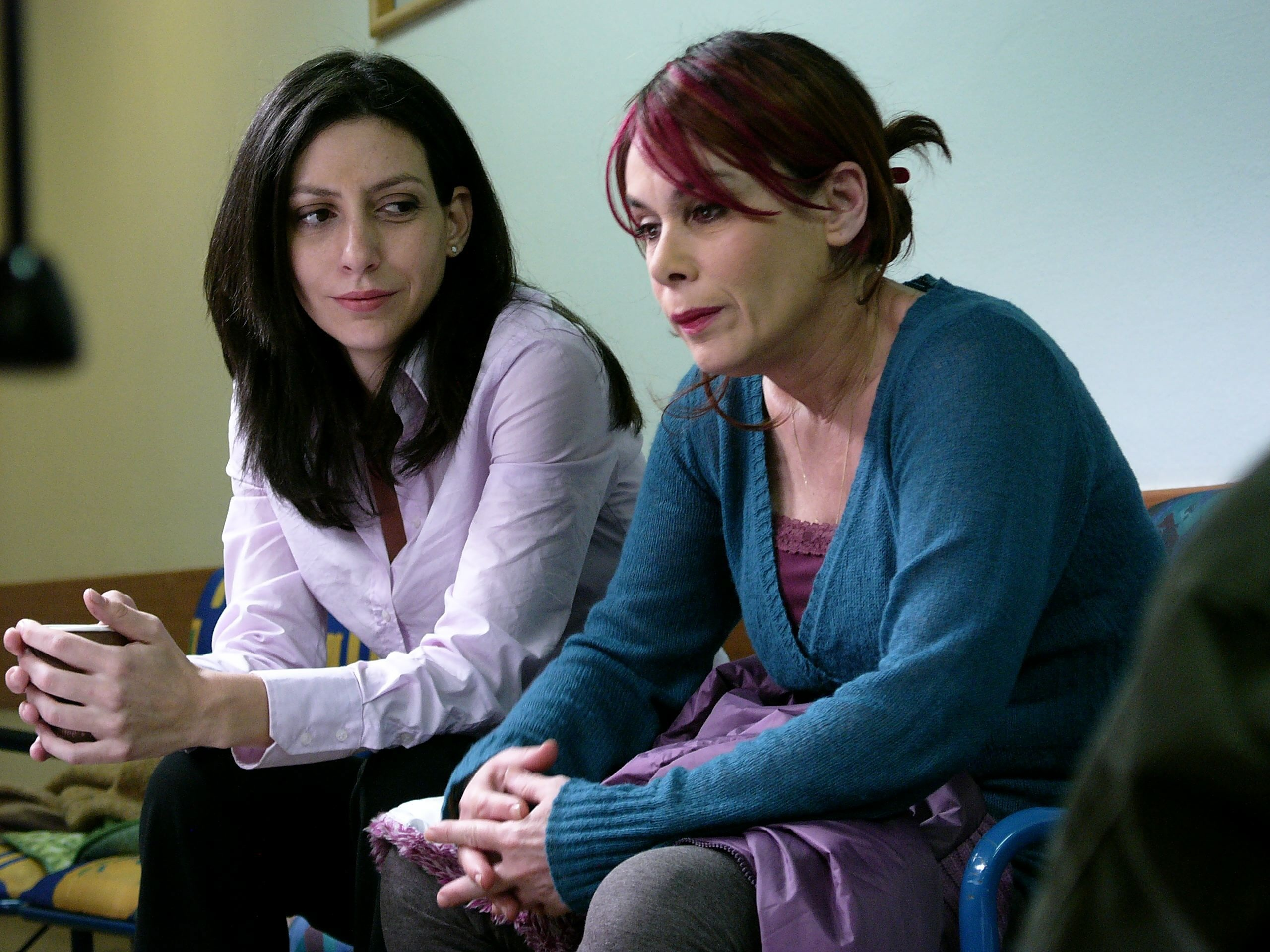
Orly Silbersatz (rechts) und Reymond Amsalem in Bein HaShmashot (2010)

Orly Silbersatz (hebräisch אורלי זילברשץ, früher Orly Silbersatz Banai; * 11. Dezember 1957 in Israel) ist eine israelische Schauspielerin.

## Leben
Orly Silbersatz Banai hatte ihr Leinwanddebüt an der Seite von Gilat Ankori und Anat Atzmon in der 1979 erschienenen und von Avi Nesher inszenierten Romanze Drei unter'm Dach. Für die Darstellung der Dafna Ulman in Nir Bergmans Drama Broken Wings wurde sie 2002 mit dem israelischen Filmpreis Ophir Award als Beste Hauptdarstellerin ausgezeichnet. Zwei weitere Nominierungen in der gleichen Kategorie folgten 2008 und 2010 für ihr Schauspiel in Lost Islands und Hadikduk HaPnimi.
1987 heiratete Silbersatz den israelischen Musiker Yuval Banai, Sohn von Yossi Banai, von dem sie sich 2007 scheiden ließ. Ihr gemeinsamer Sohn Elisha Banai ist ebenfalls Sänger.

## Filmografie (Auswahl)
- 1979: Drei unter'm Dach (Dizengoff 99)
- 1981: Die Beute des Geiers (Ha-Ayit)
- 1994: Das Lied der Sirene (Shirat Ha'Sirena)
- 1996: Saint Clara (Clara haKedoscha)
- 1997: Marco Polo: Das geheime Abenteuer (Marco Polo: Haperek Ha'aharon)
- 2002: Broken Wings (Knafayim Shvurot)
- 2008: Lost Islands (Iim avudim)
- 2010: Hadikduk HaPnimi
- 2012: Yossi
- 2012: Hayuta and Berl
- 2013–2016: Shtisel (Fernsehserie)
- 2018–2022: Malkot (Fernsehserie)
- 2020: Echad BaLev
- 2021: Who Died? (Fernsehserie)
- 2022: Ole LaRosh
- 2024: 8200

## Auszeichnungen
Ophir Award
- 1994: Beste Nebendarstellerin für Das Lied der Sirene
- 2002: Beste Hauptdarstellerin für Knafayim Shvurot
- 2008: Nominierung als Beste Hauptdarstellerin für Lost Islands
- 2010: Nominierung als Beste Hauptdarstellerin für Hadikduk HaPnimi